# Liệu pháp fluoride
Liệu pháp fluoride là sử dụng fluoride cho mục đích y tế. Bổ sung fluoride được khuyến cáo để ngăn ngừa sâu răng ở trẻ lớn hơn 6 tháng tuổi ở những khu vực nước uống có ít fluoride. Nó thường được sử dụng dưới dạng chất lỏng, thuốc viên hoặc dán bằng miệng. Trường hợp nguồn cung cấp nước công cộng được fluor hóa bằng fluoride bằng miệng thường không cần thiết. Fluoride cũng đã được sử dụng để điều trị một số bệnh xương.
Liều bình thường đôi khi có thể dẫn đến các vết trắng trên răng. Liều quá mức có thể dẫn đến răng có màu nâu hoặc vàng. Liệu pháp fluoride thường sử dụng dạng natri fluoride, mặc dù cũng có thể sử dụng thiếc fluoride. Fluoride dường như làm giảm sự phân hủy bởi các axit, tăng khả năng tái khoáng hóa và giảm hoạt động của vi khuẩn. Nó được cho là hoạt động chủ yếu thông qua tiếp xúc trực tiếp với răng sau khi chúng xuất hiện.
Fluoride được sử dụng để ngăn ngừa sâu răng vào những năm 1940. Fluoride, dưới dạng natri fluoride, nằm trong Danh sách các loại thuốc thiết yếu của Tổ chức Y tế Thế giới, loại thuốc an toàn và hiệu quả nhất cần thiết trong hệ thống y tế. Tại Vương quốc Anh, nguồn cung 1 tháng thông thường khiến NHS mất khoảng GB£0.36. Nó cũng không đắt lắm ở Hoa Kỳ. Năm 2016, natri fluoride là loại thuốc được kê đơn nhiều thứ 215 tại Hoa Kỳ, với hơn 2 triệu đơn thuốc.

## Sử dụng trong y tế
Liệu pháp fluoride đã được chứng minh là có tác dụng tốt trong việc ngăn ngừa sâu răng. Bằng chứng mạnh mẽ hỗ trợ việc sử dụng kem đánh răng có fluoride (với nồng độ 1000 ppm trở lên) và chất bổ sung fluoride, dưới dạng thuốc nhỏ và thuốc viên, để giảm nguy cơ sâu răng ở trẻ em và thanh thiếu niên ở tuổi đi học. Việc tiêu thụ fluoride khi răng nguyên phát đang được phát triển cho thấy răng đã hình thành mạnh hơn và có khả năng chống sâu răng hơn. Fluoride hóa nước và sữa là hai hình thức trị liệu bằng fluoride toàn thân đã được chứng minh là có hiệu quả trong việc ngăn ngừa sâu răng.